# Caecidotea adenta
Caecidotea adenta är en kräftdjursart som först beskrevs av J.G. Mackin och Leslie Raymond Hubricht 1940.  Caecidotea adenta ingår i släktet Caecidotea och familjen sötvattensgråsuggor. Inga underarter finns listade i Catalogue of Life.